# Podemos Comunidad de Madrid
Podemos Comunidad de Madrid es la organización de Podemos en dicha comunidad autónoma española.

## Historia
Dentro del marco de finalización del proceso de constitución interna a nivel territorial de Podemos, en las primarias  a la secretaría general celebradas en febrero de 2015 resultó ganadora la candidatura de Luis Alegre, que venció con un margen ajustado a la candidatura de Miguel Urbán (49,88% frente a 44,44% de los votos).
El Grupo Parlamentario Podemos Comunidad de Madrid en la Asamblea de Madrid, derivado de los resultados de la candidatura de Podemos para las elecciones a la Asamblea de Madrid de 2015, se constituyó con 27 diputados para la x legislatura de la cámara.
En las primarias de noviembre de 2016 a la secretaría general de la organización se enfrentaron las candidaturas de Ramón Espinar y Rita Maestre, saliendo triunfante la primera.
En diciembre de 2017 se produjo una renovación parcial de seis miembros de uno de los órganos de la organización, el Consejo Ciudadano Autonómico, interpretada como fruto de un acuerdo entre los sectores afines a Pablo Iglesias e Íñigo Errejón en detrimento de la presencia en la ejecutiva del sector de anticapitalistas.
En mayo de 2018 Íñigo Errejón se impuso en las primarias de Podemos Comunidad de Madrid de cara a ser propuesto por la organización como candidato a la presidencia de la Comunidad de Madrid y cabeza de lista en el marco de las elecciones a la Asamblea de Madrid de 2019. Votaron por Errejón un 98% de los votantes y participaron 20 489 inscritos. Errejón venció así con su candidatura Sí, Equipo Errejón a su único rival Emilio García Palacios. También se votó al resto de candidatos de Podemos Comunidad de Madrid para la lista electoral; la candidatura quedó abierta no obstante a la incorporación en la lista de candidatos provenientes de otras organizaciones y pendiente de una «corrección de género». Sin embargo, en enero de 2019, Errejón anunció sus intenciones de concurrir a las elecciones autonómicas en la lista de Más Madrid, lo que dio pie a la dimisión de Ramón Espinar como secretario general de Podemos Comunidad de Madrid y a la creación de una gestora designada por la dirección del partido a nivel estatal para llevar el día a día de la organización, conformada por Julio Rodríguez, Maby Cabrera, María Espinosa, Dina Bousselham, Javier Cañadas, Elena Sevillano, Carolina Alonso, Jesús Santos y Ana Domínguez.
El 19 de junio de 2020, Jesús Santos, hasta entonces portavoz de la gestora de la organización, resultó elegido coordinador general de Podemos en la Comunidad de Madrid, al frente de la candidatura «Podemos Contigo», con la que obtuvo el 100% de los votos emitidos, al no haberse presentado ningún candidato alternativo.
El 15 de marzo de 2021, después de que se convocaran elecciones anticipadas en la comunidad de Madrid, el vicepresidente segundo del gobierno de España y líder de Unidas Podemos, Pablo Iglesias, anunció que renunciaría a sus cargos en el gobierno para presentarse como candidato a la presidencia de la Comunidad de Madrid. El 28 de marzo fue ratificado como candidato en las primarias del partido, consiguiendo 95,48% de aprobación con 13.427 votos, en unas primarias que la organización valoró como una movilización récord ya que solo hubo un 2 días para votar debido al adelanto electoral.
El coordinador Jesús Santos también resultó elegido diputado autonónico en las elecciones. La coordinación de Podemos en este periodo centró su acción parlamentaria en temáticas como la gestión autonómica de los residuos, el cambio de modelo energética, la realidad de los municipios y los problemas de Alcorcón, municipio en el que ejerce funciones de Gobierno. Ocupó el cargo de dirigente de Podemos hasta diciembre de 2023, cuando mostró desacuerdos con el partido por la ruptura con Sumar.
Alejandra Jacinto Uranga, candidata a presidenta del gobierno regional de Madrid 2023, no consiguió escaño en las elecciones de 2023. Y el 2 de octubre de 2023 Jacinto anunció su retirada de la política y su vuelta al ejercicio de la abogacía.
Isa Serra regresa como coordinadora regional de Podemos en la Comunidad de Madrid desde febrero de 2024, tras someterse a primarias en el partido, manteniendo su ocupación como portavoz nacional. Algunos de los ejes desde entonces han sido la sanidad pública, la vivienda digna y el antimilitarismo.

## Organización
La organización del partido surge de los documentos aprobados en la tercera Asamblea Ciudadana Estatal de Podemos, también conocida como Vistalegre III, en 2020. Consta de:
- Asamblea Ciudadana Autonómica.
- Consejo Ciudadano Autonómico.
- Coordinación Autonómica.
- Consejo de Coordinación Autonómico.
- Comisión de Garantías Democráticas Autonómica.

Además, la representatividad de los círculos (base de la militancia del partido) se da a través del consejo de círculos, la red de círculos o su presencia en el Consejo Ciudadano Autonómico.

### Las lideresas de Podemos Comunidad de Madrid
- Isabel Serra Sánchez es la coordinadora de Podemos en la Comunidad de Madrid y la portavoz de la Ejecutiva estatal de Podemos.
- Ione Belarra Urteaga, única diputado/a en Congreso de los Diputados por Podemos Comunidad de Madrid en la actualidad.

## Resultados electorales
| Elecciones a la Asamblea de Madrid de 2015 | José Manuel López Rodrigo | 591.697 | 18,64% | 27/129 |
| Elecciones a la Asamblea de Madrid de 2019 | Isabel Serra              | 181.231 | 5,60%  | 7/132  |
| Elecciones a la Asamblea de Madrid de 2021 | Pablo Iglesias Turrión    | 261.010 | 7,21%  | 10/136 |
| Elecciones a la Asamblea de Madrid de 2023 | Alejandra Jacinto Uranga  | 158.831 | 4,73%  | 0/135  |

| Elecciones generales de España de 2015                   | Pablo Iglesias Turrión | 756.257 | 20,9%  | 8/36 |
| Elecciones generales de España de 2016                   | Pablo Iglesias Turrión | 737.885 | 21,29% | 8/36 |
| Elecciones generales de España de abril de 2019          | Pablo Iglesias Turrión | 613.911 | 16,23% | 6/37 |
| Elecciones generales de España de noviembre de 2019      | Pablo Iglesias Turrión | 463.629 | 13,01% | 5/37 |
| Elecciones generales de España de 2023 (Dentro de Sumar) | Yolanda Díaz Pérez     | 550.389 | 15,44% | 6/37 |